# Trychosis tristator
Trychosis tristator là một loài tò vò trong họ Ichneumonidae.